# Thaumetopoea convergens
Thaumetopoea convergens är en fjärilsart som beskrevs av Dahl. 1925. Thaumetopoea convergens ingår i släktet Thaumetopoea och familjen tandspinnare. Inga underarter finns listade i Catalogue of Life.